# Herman Kemperman
Hermanus Johannes Maria (Herman) Kemperman (Enschede, 31 december 1944) is een Nederlands politicus van het CDA.
Van 1979 tot 2002 was hij lid van de Provinciale Staten van Overijssel en de laatste 11 jaar daarvan was Kemperman daar tevens gedeputeerde. In maart 2002 gaf hij die functies op om waarnemend burgemeester van de Gelderse gemeente Gendringen te worden. Er werd toen een waarnemend burgemeester benoemd omdat het waarschijnlijk was dat die gemeente opgeheven zou worden, maar of het een fusie met de gemeente Wisch of met de gemeente Doetinchem zou worden was toen nog onduidelijk. Uiteindelijk fuseerden Gendringen en Wisch op 1 januari 2005 tot de nieuwe gemeente Oude IJsselstreek waarvan Kemperman de waarnemend burgemeester werd. Op 1 april 2006 stopte hij daar waarna Hans Alberse hem anderhalve maand later opvolgde.